# Björknäsfjärden
Björknäsfjärden är en fjärd i den konstgjorda sjön Gennarbyviken i Finland. Den ligger i Raseborg i landskapet Nyland, i den södra delen av landet, 100 km väster om huvudstaden Helsingfors.